# Thienemanniella clavicornis
Thienemanniella clavicornis är en tvåvingeart som först beskrevs av Jean-Jacques Kieffer 1911.  Thienemanniella clavicornis ingår i släktet Thienemanniella och familjen fjädermyggor. Enligt den finländska rödlistan är arten nära hotad i Finland. Det är osäkert om arten förekommer i Sverige. Artens livsmiljö är älvar och åar. Inga underarter finns listade i Catalogue of Life.